# Коногоры
 Коногоры  — деревня в Кирово-Чепецком районе Кировской области в составе Филипповского сельского поселения.

## География
Расположена на расстоянии примерно 1 км на запад по прямой от центра поселения села Филиппово.

## История
Известна с 1678 года как починок над Федкиной речкою Колмогоровской с 2 дворами, в 1764 году в деревне Колмогоровской 31 житель. В 1873 году здесь дворов 9 и жителей 84, в 1905 (Комогоровская) 16 и 94, в 1926 (Колногоровская) 36 и 85, в 1950 13 и 70, в 1989 1 постоянный житель. Настоящее название утвердилось с 1939 года. Ныне имеет дачный характер. 

## Население
Постоянное население не было учтено как в 2002 году, таки и в 2010.